# ناحیه باتیکالوا
ناحیه باتیکالوا (به لاتین: Batticaloa District) یک ناحیه در سری‌لانکا است که در استان شرقی (سری‌لانکا) واقع شده‌است.

## خصوصیات
ناحیه باتیکالوا ۲٬۸۵۴ کیلومترمربع مساحت و ۵۲۵٬۱۴۲ نفر جمعیت دارد.